# 周仁荣
周仁荣，字本心，元朝台州临海人。其父周敬孙，其弟周仔肩。
周仁荣传承其家学，又以杨珏、陈天瑞为师，研究《易经》、《礼记》、《春秋经》，善于写文章。有人推荐他为美化书院山长。美化在处州万山中，当地人很少知道他的学问，周仁荣举行乡饮酒礼，当地风俗为之一变。周仁荣被征召为江浙等处行中书省掾史，行省官员称他为先生，不以吏员看待他。泰定初年，召入朝中拜国子博士，转任翰林修撰，升为集贤待制。奉旨代为祭祀岳渎，至会稽，因为病发，不再还朝。去世时，年六十一岁。其所教弟子多为名人，以泰不华考中进士第一。